# 霍尼德尤 (加利福尼亞州)
霍尼德尤（英語：Honeydew）是位於美國加利福尼亞州洪堡縣的一個非建制地區。該地的面積和人口皆未知。

## 地理
霍尼德尤的座標為40°14′40″N 124°07′22″W / 40.24444°N 124.12278°W，而該地的平均海拔高度為98米（即322英尺）。